# Dánská hokejová reprezentace
Dánský hokejový svaz (Danmarks Ishockey Union) byl založen 27. listopadu 1949, předtím v rámci Federace zimních sportů. Členem IIHF je Dánsko od 27. dubna 1946.
První mezistátní utkání sehrála dánská reprezentace 12. února 1949 ve Stockholmu proti Kanadě a prohrála 0:47 (hráno v rámci MS 1949, rekordní výsledek v historii elitní skupiny MS).
První utkání proti Česku sehrálo Dánsko 2. května 2008 v Québecu v rámci MS 2008 a prohrálo poměrem 2:5.
Na MS 2010 skončilo Dánsko na osmém místě, když v turnaji překvapivě porazilo v základní skupině tým Finska poměrem 4:1 a následně v osmifinálové skupině i tým Slovenska poměrem 6:0. Na MS 2016 prohrálo Dánsko ve čtvrtfinále s Finskem 1:5 a také skončilo na osmém místě.
Na MS 2025 Dánsko postoupilo do čtvrtfinále, kde porazilo Kanadu poměrem 2:1 a poprvé v historii postoupilo do semifinále kde podlehlo Švýcarsku poměrem 7:0 a v boji o bronz podlehlo Švédsku poměrem 6:2 a skončilo tak na 4. místě, což je i tak dosud nejlepší umístění Dánska na MS v hokeji.

## Zimní olympijské hry
| Hokej na ZOH | Místo ZOH    | Umístění | Soupisky |
| ------------ | ------------ | -------- | -------- |
| ZOH – 2022   | Čína Peking  | 7. místo | Soupiska |
| ZOH – 2026   | Itálie Milán |          | Soupiska |

## Mistrovství světa
- skupina B nebo • divize I
- skupina C

| Hokej na MS                              | Místo turnaje                                  | Umístění         | Soupiska |
| ---------------------------------------- | ---------------------------------------------- | ---------------- | -------- |
| 1930–1948                                |                                                | Ne               |          |
| MS 1949                                  | Švédsko Stockholm                              | 10. místo        | Soupiska |
| 1950–1961                                |                                                | Ne               |          |
| MS 1962 B                                | USA Colorado Springs a Denver                  | 6. místo         |          |
| MS 1963 C                                | Švédsko Stockholm                              | Bronzová medaile |          |
| MS 1965                                  |                                                | Ne               |          |
| MS 1966 C                                | Jugoslávie Jesenice                            | Stříbrná medaile |          |
| MS 1967 C                                | Rakousko Vídeň                                 | Bronzová medaile |          |
| MS 1969 C                                | Jugoslávie Skopje                              | 6. místo         |          |
| MS 1970 C                                | Rumunsko Galați                                | 5. místo         |          |
| MS 1971 C                                | Nizozemsko Rotterdam                           | 6. místo         |          |
| MS 1972 C                                | Rumunsko Miercurea Ciuc                        | 6. místo         |          |
| MS 1973 C                                | Nizozemsko Nijmegen                            | 7. místo         |          |
| MS 1974                                  |                                                | Ne               |          |
| MS 1975 C                                | Bulharsko Sofie                                | 6. místo         |          |
| MS 1976 C                                | Polsko Gdaňsk                                  | 4. místo         |          |
| MS 1977 C                                | Dánsko Kodaň                                   | Stříbrná medaile |          |
| MS 1978 C                                | Španělsko Las Palmas                           | Bronzová medaile |          |
| MS 1979 B                                | Rumunsko Galați                                | 8. místo         |          |
| MS 1981 C                                | Čína Peking                                    | 4. místo         |          |
| MS 1982 C                                | Španělsko Jaca                                 | Bronzová medaile |          |
| MS 1983 C                                | Maďarsko Budapešť                              | 4. místo         |          |
| MS 1985 C                                | Francie Chamonix                               | 5. místo         |          |
| MS 1986 C                                | Španělsko Puigcerdà                            | 5. místo         |          |
| MS 1987 C                                | Dánsko Kodaň                                   | Stříbrná medaile |          |
| MS 1989 B                                | Norsko Oslo a Lillehammer                      | 8. místo         |          |
| MS 1990 C                                | Maďarsko Budapešť                              | Stříbrná medaile |          |
| MS 1991 C                                | Dánsko Kodaň                                   | Zlatá medaile    |          |
| MS 1992 B                                | Rakousko Villach a Klagenfurt                  | 4. místo         |          |
| MS 1993 B                                | Nizozemsko Eindhoven                           | 4. místo         |          |
| MS 1994 B                                | Dánsko Kodaň                                   | 5. místo         |          |
| MS 1995 B                                | Slovensko Bratislava                           | 5. místo         |          |
| MS 1996 B                                | Nizozemsko Eindhoven                           | 6. místo         |          |
| MS 1997 B                                | Polsko Katovice a Sosnovec                     | 8. místo         |          |
| MS 1998 B                                | Slovinsko Lublaň a Jesenice                    | 4. místo         |          |
| MS 1999 B                                | Dánsko Odense a Rødovre                        | Zlatá medaile    |          |
| MS 2000 B                                | Polsko Krakov a Katovice                       | 5. místo         |          |
| MS 2001 B                                | Francie Grenoble a Slovinsko Lublaň            | Bronzová medaile |          |
| MS 2002 B                                | Nizozemsko Eindhoven a Maďarsko Székesfehérvár | Zlatá medaile    |          |
| MS 2003                                  | Finsko Helsinky                                | 11. místo        |          |
| MS 2004                                  | Česko Praha a Ostrava                          | 12. místo        |          |
| MS 2005                                  | Rakousko Vídeň a Innsbruck                     | 14. místo        |          |
| MS 2006                                  | Lotyšsko Riga                                  | 13. místo        |          |
| MS 2007                                  | Rusko Moskva a Mytišči                         | 10. místo        |          |
| MS 2008                                  | Kanada Québec a Halifax                        | 12. místo        |          |
| MS 2009                                  | Švýcarsko Bern a Kloten                        | 13. místo        |          |
| MS 2010                                  | Německo Kolín nad Rýnem a Mannheim             | 8. místo         |          |
| MS 2011                                  | Slovensko Bratislava a Košice                  | 11. místo        | Soupiska |
| MS 2012                                  | Finsko Helsinky a Švédsko Stockholm            | 13. místo        | Soupiska |
| MS 2013                                  | Švédsko Stockholm a Finsko Helsinky            | 12. místo        | Soupiska |
| MS 2014                                  | Bělorusko Minsk                                | 13. místo        | Soupiska |
| MS 2015                                  | Česko Praha a Ostrava                          | 14. místo        | Soupiska |
| MS 2016                                  | Rusko Moskva a Petrohrad                       | 8. místo         | Soupiska |
| MS 2017                                  | Německo Kolín nad Rýnem a Francie Paříž        | 12. místo        | Soupiska |
| MS 2018                                  | Dánsko Kodaň a Herning                         | 10. místo        | Soupiska |
| MS 2019                                  | Slovensko Bratislava a Košice                  | 11. místo        | Soupiska |
| MS 2020 Zrušeno kvůli pandemii covidu-19 |                                                |                  |          |
| MS 2021                                  | Lotyšsko Riga                                  | 12. místo        | Soupiska |
| MS 2022                                  | Finsko Helsinky a Tampere                      | 9. místo         | Soupiska |
| MS 2023                                  | Lotyšsko (Riga) a Finsko (Tampere)             | 10. místo        | Soupiska |
| MS 2024                                  | (Praha, Ostrava)                               | 13. místo        | Soupiska |
| MS 2025                                  | Švédsko a Dánsko (Stockholm, Herning)          | 4. místo         | Soupiska |

## Dresy
| MS 2018 | ZOH 2022 | MS 2022 |
|         |          |         |